# Actes de Pierre
Les Actes de Pierre sont un texte du christianisme primitif de la fin du IIe ou du début du IIIe siècle. Ils se composaient vraisemblablement de deux parties : la première dont l'action se situait à Jérusalem, la seconde à Rome, culminant dans le récit du martyre. Il a été déclaré apocryphe par la « Grande Église » au VIe siècle, puis à nouveau au VIIIe siècle. On put le reconstituer partiellement grâce à des fragments en copte. Il est connu sous deux versions différentes. Les auteurs chrétiens antiques attribuent sa rédaction à Leucius Charinus, qu'Épiphane de Salamine identifie comme un compagnon de l'apôtre Jean.
C'est le premier texte contenant la tradition selon laquelle l'apôtre Pierre a été crucifié, avec un discours de Pierre pour expliquer pourquoi il a demandé à être crucifié la tête en bas.

## Sources et contenu
Le texte primitif, intitulé Actes de l'apôtre Pierre et de Simon et dont il ne reste que des extraits, est rédigé en grec durant la seconde moitié du IIe siècle, probablement en Asie mineure. S'appuyant sur les Actes de Jean à Rome, la tradition attribue les deux parties du texte à Leucius Charinus, compagnon de l'apôtre Jean selon Épiphane de Salamine.
Des fragments de la première partie, à Jérusalem, ont été conservés en copte. Ils ont été publiés et restitués aux Actes de Pierre par Carl Schmidt.
Plusieurs ouvrages anciens se sont inspirés de la seconde partie, romaine, comme l'Écrit de base du Roman pseudo-clémentin, en particulier de la controverse avec Simon le Mage, et la Vie d'Abercius. L'Écrit de base est généralement daté de la fin du IIe siècle. Dans la tradition latine, cette version de la vie et de la mort de Pierre à Rome laisse la place à des versions non suspectes d'hétérodoxie, comme les Actes de Pierre et Paul et la Passion du pseudo-Linus.
Cette seconde partie est principalement connue (depuis la fin du xixe siècle, grâce à Richard Adelbert Lipsius) par une réécriture complète en latin au ive siècle. dont on n'a retrouvé qu'un seul manuscrit, les Actes de Verceil. Elle se déroule entièrement à Rome, la première partie à Jérusalem et dans la province romaine de Syrie n'intéressant visiblement pas l'auteur du VIe siècle. Quant à l'original grec, il n'en subsiste que le récit du martyre de Pierre sur un manuscrit du mont Athos ainsi qu'un fragment sur un parchemin d'Oxyrhynque.
C'est un des rares récits — et semble-t-il le premier chronologiquement — qui évoque le voyage que Paul aurait fait en Espagne, alors qu'il « séjournait à Rome depuis un an ». C'est même par cette phrase que commence la version de Verceil. Certains critiques font le rapprochement avec l'expression de Clément de Rome, qui dans son Épître aux Corinthiens, disait que Paul avait porté le message de Jésus « jusqu'aux bornes de l'Occident ». D'autres critiques y voient un procédé littéraire pour justifier que Pierre et Paul ne sont pas présents simultanément à Rome, puisque dans ce récit Pierre arrive alors que Paul est déjà parti. Cela signifierait que Pierre ne serait venu à Rome qu'après 61, ce qui semble contraire à toutes les autres indications chronologiques, même si ce point est particulièrement confus.
Le récit des Actes de Pierre à Rome met en scène Pierre qui est opposé à Simon le Magicien. Il se termine par le martyre de l'apôtre qui, fuyant les persécutions à Rome, rencontre Jésus de Nazareth entrant dans la ville, et l'interroge par ces mots « Seigneur, où vas-tu ? » (Quo vadis, Domine ?), puis, sur sa réponse, « J'entre dans Rome pour y être crucifié » et « Je serai crucifié à nouveau », décide de s'en retourner, et y meurt crucifié la tête en bas.
En adoptant les catégories des hérésiologues chrétiens antiques, ce récit contient quelques éléments docètes et gnostiques. Il est mentionné comme apocryphe dans le Rescrit d'Innocent Ier et le Décret de Gélase.
Les derniers chapitres du livre décrivant la crucifixion de Pierre sont conservés séparément comme le « Martyre de Pierre » ou la « Passion de Pierre ». On le trouve dans trois manuscrits grecs et aussi en copte (conservation partielle), en syriaque, en éthiopien, en arabe, en arménien, ainsi que dans des versions slaves. Pour cette raison, il est parfois proposé que le récit du martyre était le texte original auquel les chapitres qui le précédent auraient été apposés.

## Postérité
Le récit a servi de base au roman Quo vadis ? de Henryk Sienkiewicz. Cependant celui-ci a très certainement utilisé comme source les récits de guides touristiques romains plutôt que les Actes de Pierre eux-mêmes.